# Барън (окръг, Кентъки)
Окръг Барън (на английски: Barren County) е окръг в щата Кентъки, Съединени американски щати. Площта му е 1295 km², а населението - 38 033 души (2000). Административен център е град Глазгоу.